# 사모아어
사모아어(Gagana Sāmoa, [ŋaˈŋana ˈsaːmoa])는 폴리네시아어군에 속하는 사모아 제도의 언어이다. 영어와 함께 사모아와 아메리칸사모아의 공용어이기도 하다. 약 246,000명에 이르는 사모아 제도 주민 대부분의 모어이며, 다른 나라에 사는 사모아인들까지 고려하면 2015년 기준으로 전 세계에 510,000명의 사모아어 화자가 있다고 추정된다. 2013년 기준으로 사모아어는 뉴질랜드 인구의 2%인 86,000명이 사용하여 뉴질랜드에서 세 번째로 많이 쓰이는 언어이기도 하다.

## 음운론
사모아어 알파벳에는 14개의 글자가 있고, 외래어를 적기 위해 세 개의 글자(H, K, R)를 더 사용한다. 성문 파열음은 ʻ (koma liliu 또는 오키나)로 적는다.
| Aa, Āā    | Ee, Ēē    | Ii, Īī    | Oo, Ōō    | Uu, Ūū       | Ff  | Gg  | Ll     | Mm  | Nn     | Pp  | Ss  | Tt     | Vv  | (Hh)  | (Kk)  | (Rr)  | ‘   |
| --------- | --------- | --------- | --------- | ------------ | --- | --- | ------ | --- | ------ | --- | --- | ------ | --- | ----- | ----- | ----- | --- |
| /a/, /aː/ | /ɛ/, /eː/ | /ɪ/, /iː/ | /o/, /ɔː/ | /ʊ, w/, /uː/ | /f/ | /ŋ/ | /l, ɾ/ | /m/ | /n, ŋ/ | /p/ | /s/ | /t, k/ | /v/ | (/h/) | (/k/) | (/ɾ/) | /ʔ/ |

### 모음
사모아어는 단모음과 장모음 음소를 구분하며 모음 글자에 매크론(¯)을 붙여 장모음을 나타낸다. 예를 들어 tama는 ‘아이’라는 뜻이지만 tamā는 ‘아버지’라는 뜻이다.

#### 단순모음
|        | 단모음 | 단모음 | 장모음 | 장모음 |
| 전설   | 후설   | 전설   | 후설   |        |
| ------ | ------ | ------ | ------ | ------ |
| 고모음 | i      | u      | iː     | uː     |
| 중모음 | e      | o      | eː     | oː     |
| 저모음 | a      | a      | aː     | aː     |

이중모음은 /au ao ai ae ei ou ue/가 있다.
몇몇 단어에서 /a/는 [ə]로 약화된다. 예를 들어 mate 또는 maliu '죽은', vave '빠르다' 등의 단어가 그렇다.

### 자음
뉴스 방송이나 설교 등에서 쓰이는 격식체 사모아어에서는 자음 /t n ŋ/가 쓰인다. 그러나 구어체 사모아어에서는 /n ŋ/가 [ŋ]로 합쳐졌고 /t/는 [k]로 소리난다.
사모아어에는 성문 파열음 /ʔ/ 음소가 있다. 즉 성문 파열음의 유무에 따라 다른 단어가 될 수 있다. 예를 들어 mai는 '-로부터, -로부터 온'이라는 뜻이고 maʻi는 '병'이라는 뜻이다.
/l/은 앞에 후설모음(/a, o, u/)이 오고 뒤에 /i/가 올 때 탄음 [ɾ]로 소리나고 그 외에는 [l]로 소리난다. /s/는 영어에 비해 치찰(쉿쉿거리는 소리)이 약하다.
외래어에서는 /ɾ h/도 나타난다.
|        | 순음 | 치경음 | 연구개음 | 성문음 |
| ------ | ---- | ------ | -------- | ------ |
| 비음   | m    | (n)    | ŋ        |        |
| 파열음 | p    | (t)    | k        | ʔ      |
| 마찰음 | f v  | s      |          | (h)    |
| 설측음 |      | l      |          |        |
| R음    |      | (ɾ)    |          |        |

괄호 안의 자음은 격식체 또는 외래어에서만 나타나는 자음이다.

#### 외래어
영어 및 다른 언어에서 들어온 외래어는 사모아어 음운론에 맞게 변화를 겪었다.
/k/는 대체로 보존되었고(Christ = "Keriso", club = "kalapu", coffee = "kofe"), 드물게 [t]가 되기도 했다(stocking = "se totini").
/ɹ/은 [ɾ]이 되기도 했고(Christ = "Keriso", January = "Ianuari", number = "numera") [l]이 되기도 했다(January = "Ianuali", herring = "elegi").
/ɡ/는 어떤 경우 [k]가 되었고(gas = "kesi"), /tʃ/, /ʃ/, /dʒ/는 대체로 [s]가 되었다(Charles = "Salesi", Charlotte = "Salata", James = "Semisi").
/h/는 몇몇 고유명사의 어두에서 보존되었지만(Herod = "Herota"), 어떤 경우엔 [s]가 되었고(hammer = "samala"), 어떤 경우엔 탈락했다(herring = "elegi", half-caste = "afakasi").

### 강세
강세는 대체로 끝에서 두 번째 모라에 온다. 즉, 마지막 음절이 장모음 또는 이중모음이면 마지막 음절에, 그렇지 않으면 끝에서 두 번째 음절에 강세가 온다. 그러나 예외도 있다.
단어에 접미사가 붙어면 강세도 그에 맞춰 이동한다. 예: alófa, '사랑'; alofága, '사랑하는'; alofagía, '사랑받는'.
중첩된 단어는 강세가 둘이다. palapala, '진흙'; segisegi, '땅거미'와 같은 예가 있다. 합성어는 그 구조에 따라 강세가 셋이나 넷이 될수도 있다. tofátumoánaíná, '삼켜지다' 와 같은 예가 있다.
관사 le와 se는 강세가 없다. 대명사나 분사의 일부로 쓰인 경우, le와 se는 각각 le e, se e의 축약이므로 강세를 받는다. 예를 들어 ʻO le ona le mea '주인'은 O le e ona le mea의 축약이다. 주격 표지 ʻo, 전치사 o, a, i, e, 불변화사 i와 te는 강세가 없다.
명령법 표지 ina는 마지막 음절에 강세가 있고, 가정법 표지 ína는 뒤에서 두 번째 음절에 강세가 있다. 전치사 iá는 마지막 음절에, 대명사 ia는 뒤에서 두 번째 음절에 강세가 있다.

### 음소배열론
사모아어의 음절 구조는 (C)V이며 이때 V는 장모음이나 이중모음도 될 수 있다. VV 꼴의 연쇄는 파생어나 합성어에만 나타날 수 있으며, 어근 내에서는 첫 음절만이 V 꼴을 할 수 있다. 자음의 음위전환은 흔하게 일어난다. 예를 들어 namu '냄새'를 manu로, valaʻau '부르다'를 lavaʻau로 말하기도 한다. 그러나 모음의 음위전환은 나타나지 않는다.
모든 음절은 모음으로 끝난다. 어근은 음절 하나로 된 것도 있지만 대부분 음절 두 개로 되어 있다. 다음절어는 거의 전부 파생어나 합성어이다.